# Loan Xuyên
Loan Xuyên (chữ Hán giản thể: 栾川县, âm Hán Việt: Loan Xuyên huyện) là một huyện thuộc địa cấp thị Lạc Dương, tỉnh Hà Nam, Cộng hòa Nhân dân Trung Hoa. Huyện Loan Xuyên có 306.295 người (năm 1999) Mã số bưu chính của Loan Xuyên là 471500